# Осушной (остров)
Осушной (туркм. Osuşnoý adasy) — остров в Туркменистане, расположенный в Каспийском море.
Остров Осушной расположен на отмели, которая тянется на 10 км на юго-восток от Красноводской косы. Осушной находится в крайней южной части данной отмели, и является одним из её крупнейших островов. Между островом и Северной Челекенской косой расположен пригодный для судов вход в Красноводский залив.
По состоянию на 2024 год, вследствие падения уровня Каспийского моря, которое привело к обмелению Красноводского залива, остров Осушной стал частью Красноводской косы.
Остров Осушной является одним из мест пребывания каспийского тюленя в Туркменистане.